# Giovanni Ferro
 (novembre 2023).
Si vous disposez d'ouvrages ou d'articles de référence ou si vous connaissez des sites web de qualité traitant du thème abordé ici, merci de compléter l'article en donnant les références utiles à sa vérifiabilité et en les liant à la section « Notes et références ».
Pour les articles homonymes, voir Ferro.
Giovanni Ferro, né à Costigliole d'Asti le 13 novembre 1901 et mort à Reggio de Calabre le 18 avril 1992, est un somasque italien, archevêque de Reggio de Calabre de 1950 à 1977. 
Il est resté connu pour ses actions en faveur des plus pauvres, notamment par la fondation d'œuvres caritatives et sociales. Il ouvrit aussi sa résidence épiscopale aux sinistrés des inondations de 1953 ainsi qu'aux personnes sans domicile fixe. Lors de la révolte de 1970, qui fit plusieurs victimes à Reggio de Calabre, il parvint à pacifier les camps adversaires, qui s'affrontaient sur des questions régionalistes. 
Mgr Ferro travailla également beaucoup en faveur de l'évangélisation, par diverses initiatives, et pour la mise en œuvre dans son diocèse des directives prises par le Concile Vatican II. Il remit sa démission en 1977 pour limite d'âge. S'étant retiré à Rome, il ne put résister à l'appel des diocésains de Reggio qui souhaitaient son retour. Il vécut les dernières années de sa vie discrètement et dans la prière. 
L'Église catholique a engagé la cause pour sa béatification en 2008. Il a été reconnu vénérable par le pape François le 5 juillet 2019.